# John Krebs, Baron Krebs

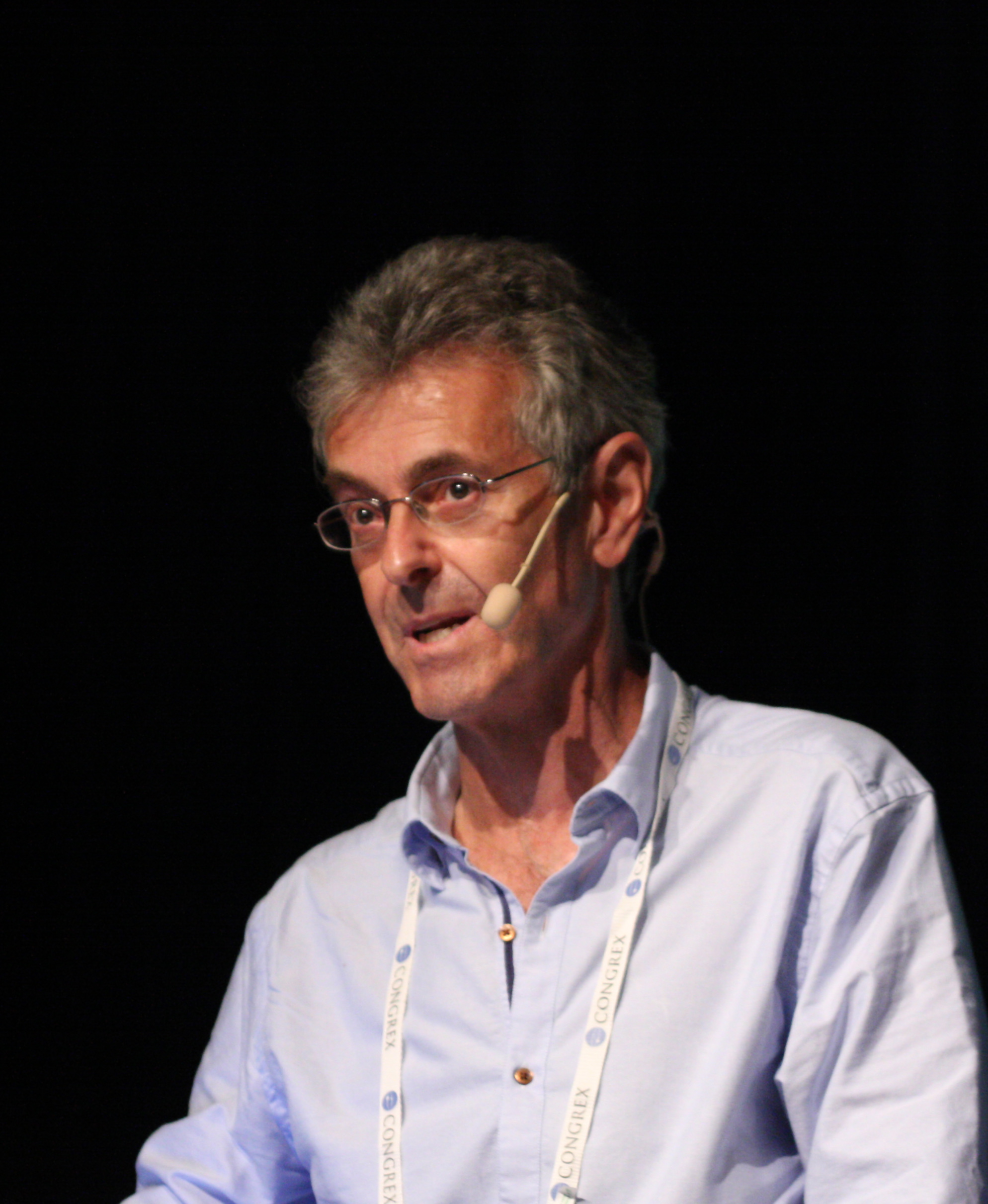
John Krebs (2012)

John Richard Krebs, Baron Krebs, (* 11. April 1945 in Sheffield) ist ein britischer Zoologe, Ornithologe und Verhaltensforscher. Er ist in Großbritannien aktiv in verschiedenen offiziellen und ehrenamtlichen Funktionen im öffentlichen Leben und Mitglied des House of Lords.

## Leben
Krebs ist der Sohn des deutschstämmigen britischen Nobelpreisträgers Hans Adolf Krebs. Krebs ging in Oxford zur Schule und studierte an der Universität Oxford (Pembroke College) mit dem Bachelorabschluss 1966, dem Masterabschluss 1970 und der Promotion ebenfalls 1970. 1970 war er ein Jahr Demonstrator in Ornithologie in Oxford. Als Post-Doktorand war er am Institute of Animal Resource Ecology der University of British Columbia (1970 bis 1973, er wurde dort Assistant Professor für Ökologie). Ab 1973 war er Lecturer in Zoologie am University College of North Wales in Bangor und ab 1975 Lecturer in Zoologie am Edward Grey Institut of Field Ornithology in Oxford. In dieser Zeit war er Fellow des Wolfson College, bevor er 1981 E. P. Abraham Fellow des Pembroke College wurde. 1988 wurde er Royal Society Research Professor in der Fakultät für Zoologie in Oxford und bis 2005 Fellow des Pembroke College. Von 2005 bis 2015 war er Prinzipal des Jesus College in Oxford.
Er war Gastprofessor an der University of Miami (1981), der Queen’s University in Ontario (1982), der University of Toronto (1984), der SUNY (1987), der University of California, Davis (1985, Storer Lecturer) und an der Indiana University (Patten Lecturer, Fellow des Institute of Advanced Study, 1994).
Als Wissenschaftler befasste er sich mit dem Futterverhalten besonders von Vögeln. Er untersuchte auch die geistigen Fähigkeiten von Vögeln mit neurobiologischen Methoden.
Er war Leiter einer unabhängigen wissenschaftlichen Untersuchungskommission, die die Frage der Effizienz des Tötens von Dachsen als vorbeugende Maßnahme gegen Rindertuberkulose untersuchte. Diese Maßnahmen waren bis Anfang der 1970er Jahre angewandt worden, als ein Schutzgesetz für Dachse erlassen wurde. Zuvor hatte man gehofft, die Rindertuberkulose durch das Töten der Dachse ausgerottet zu haben, was sich aber 1971 als Fehlschluss erwies. Der Krebs-Report von 1997 kam zu dem Schluss, dass die Effizienz der Tötungs-Maßnahmen nicht erwiesen sei und empfahl randomisierte Versuche (Randomized Badger Culling Trials), die 1998 bis 2005 ausgeführt wurden. Der Abschlussbericht 2007 kam zu dem Schluss, dass das Töten der Dachse zwar lokal die Ausbreitung der Seuche eindämmen konnte, aber auch zur Verbreitung der Krankheit führte und empfahl stattdessen bessere Kontrolle der Viehbestände.
1994 bis 1999 war er Chief Executive des Natural Environment Research Council.
2000 bis 2005 war er Vorsitzender der Food Standards Agency von Großbritannien. In dieser Funktion kritisierte er die Nachfrage nach Bioprodukten – weder Vorteile bei Qualität noch bei Sicherheit dieser Produkte seien wissenschaftlich belegt.

## Ehrungen und Mitgliedschaften
- 1981 Scientific Medal der Zoological Society of London
- 1996 Frink Medal
- 1983 Linnean Society Bicentenary Medal
- 1999 Elliot Coues Award der American Ornithologists Union
- 2000 Medaille der Association for the Study of Animal Behaviour
- 2002 Benjamin Ward Richardson Gold Medal der Royal Society of the Promotion of Health
- 2003 Woodridge Medal der British Veterinary Association
- 2004 Croonian Lecture der Royal Society
- 2005 Christmas Lectures der Royal Institution
- 2006 Harben Gold Medal des Royal Institute of Public Health
- 2006 Ehren-Fellow des University of Wales Institute in Cardiff

Er ist vielfacher Ehrendoktor (University of Sheffield, University of Wales, University of Birmingham, University of Exeter, University of Stirling, University of Warwick, University of Plymouth, University of Kent, University of Guelph, University of Aberdeen, Lancaster University, Heriot-Watt University, Queen’s University Belfast und London South Bank University).
Seit 1985 ist er auswärtiges Mitglied der Max-Planck-Gesellschaft und seit 2003 Ehrenmitglied der Deutschen Ornithologischen Gesellschaft. Er ist Fellow der Royal Society (1984), auswärtiges Mitglied der National Academy of Sciences (2004), der American Academy of Arts and Sciences (2000) und der American Philosophical Society. 1995 wurde er zum ordentlichen Mitglied der Academia Europaea gewählt. Er ist seit 1999 Ehrenmitglied der British Ecological Society. 1991/92 war er im Rat der Zoological Society of London und seit 2006 deren Ehren-Fellow. Er ist Honorary Freeman der City of London. Im Jahr 2013 wurde Lord John R. Krebs zum Mitglied der Deutschen Akademie der Naturforscher Leopoldina gewählt.
2006 bis 2007 war er Mitglied des Nuffield Council on Bioethics, einer 1991 gegründeten gemeinnützigen unabhängigen Organisation (finanziert von der Nuffield Foundation, dem National Research Council und dem Wellcome Trust).
1999 wurde er zum Knight Bachelor geschlagen. 2007 wurde er mit dem Titel Baron Krebs, of Wytham in the County of Oxfordshire, zum Life Peer erhoben und ist damit Mitglied des House of Lords, dessen Science and Technology Committee er seit 2010 vorstand. Er gehört keiner Partei im Oberhaus an (Cross Bench).

## Schriften
- mit D. W. Stephens: Foraging Theory, Princeton University Press, 1986
- mit Alan C. Kamil, H. Ronald Pulliam: Foraging Behavior, Plenum Press, 1987
- mit N. B. Davies: An Introduction to Behavioural Ecology, 4. Auflage, Oxford, Blackwell, 1993
- mit N. B. Davies (Hrsg.): Behavioural Ecology: An Evolutionary Approach, Oxford, Blackwell 1978, 4. Auflage 1997